# Cove Rangers F.C.
Cove Rangers – szkocki zespół piłkarski z Cove Bay, przedmieścia Aberdeen, założony w 1922 roku. Obecnie gra w Scottish League One.
Trenerem drużyny jest Paul Hartley.
Klub został założony w 1922 i do 1985 grał w lidze amatorskiej. W 2001 po raz pierwszy wygrali mistrzostwa Highland League – sukces tym większy, że zdobyty wraz z trzema innymi tytułami określanymi wspólnie jako poczwórna korona Highland League, Aberdeenshire Shield, Scottish Qualifying Cup i League Cup.
W sezonie 2007-08 zespół doszedł do 4 rundy Pucharu Szkocji.

W tym samym roku Cove Rangers ubiegało się o możliwość gry w Scottish Football League ze względu na wycofanie się z rozgrywek klubu Gretna F.C. 3 czerwca 2008. Pozostałymi kandydatami były kluby: Spartans F.C., Annan Athletic oraz Preston Athletic F.C.. Ostatecznie miejsce przypadło zespołowi z Annan, ze względu na ich doskonałą infrastrukturę.
W 2010 roku powróciły rozmowy na temat gry w SFL oraz rozbudowy lub zmiany stadionu na większy i nowocześniejszy. W 2019 roku po wygranych barażach z Berwick Rangers klub awansował do 4. ligi (Third Division), dzięki czemu klub zmienił status z amatorskiego na profesjonalny. W 2020 roku wskutek przedwcześnie zakończonych rozgrywek z powodu pandemii koronawirusa przyjęto tabelę sprzed przerwania rozgrywek za ostateczną. Zespół beniaminka był liderem i zanotował kolejny awans i tym samym po raz kolejny pobił swój klubowy rekord pod względem najwyższej ligi. W sezonach 2020/21 i 2021/22 grał w 3. lidze szkockiej (Second Division). W 2022 roku wygrał rozgrywki Second Division i awans do drugoligowej First Division. Spośród drużyn, które kiedyś grały w amatorskich rozgrywkach 5. ligi (Football League) ekipa z Cove jest obecnie najwyżej w hierarchii ligowej na zawodowym szczeblu w Szkocji. Jednakże w 2023 roku klub zajął ostatnie 10. miejsce w drugiej lidze (First Division) i spadł do 3. ligi (League Two). Spośród dawnych amatorskich klubów zagra w tej samej lidze co Kelty Hearts, które też kiedyś było w Football League.